# Droit des étrangers au Canada
Le droit des étrangers au Canada recouvre le droit d'asile, le statut de résident permanent et les procédures de naturalisation. Il est régi depuis 2001 par la loi sur l'immigration et la protection des réfugiés, qui remplace la loi de 1976.

## Naturalisation
Une personne de plus de 18 ans peut demander la nationalité canadienne si elle a déjà le statut de résident permanent, qu'elle a vécu au Canada pendant au moins trois ans au cours des quatre dernières années, qu'elle connait suffisamment le français ou l’anglais, qu'elle passe avec succès l’examen de citoyenneté (entre 18 et 54 ans).
Il lui faut ensuite prêter un serment de citoyenneté aux lois et aux coutumes du pays.

## Création d'un Ministère de la Citoyenneté et de l'Immigration
Le gouvernement du Canada a créé en 1994 un Département de la Citoyenneté et de l'Immigration, dirigé en 2008 par la ministre Diane Finley.
L'Acte de Protection de l'immigration et des réfugiés de 2002 a introduit une carte de résident permanent pour justifier de son identité.

## Réfugiés et asile politique
À la fin de 2007, le Canada comptait près de 54 500 réfugiés et demandeurs d'asile. Le programme de réinstallation des réfugiés du Canada a accepté 11 100 réfugiés en 2007, dont 2 040 provenaient de l'Afghanistan, 1 790 du Myanmar/Burma, et 1 650 de la Colombie. Le Canada a un des taux les plus élevés de réinstallation de réfugiés par habitant selon le World Refugee Survey 2008 publié par le Comité américain pour les réfugiés et les immigrants (U.S. Committee for Refugees and Immigrants). 
En juillet 2025, les autorités canadiennes, indique ne plus payer les chambres d'hôtel, pour les demandeurs d'asiles, d'ici septembre 2025.

## Droit de vote
Le droit de vote au niveau fédéral est exclusivement réservé aux citoyens canadiens.

### Colombie britannique
L'Election Amendment Act de 1984 (Bill 20) a mis fin à la possibilité pour des ressortissants britanniques de s'inscrire sur les listes d'électeurs, la nationalité canadienne est donc désormais exigée pour voter, comme dans la quasi-totalité des autres provinces ainsi qu'au fédéral.

### Nouveau-Brunswick
« En vertu de la Loi électorale, un électeur doit être citoyen canadien ou sujet britannique résidant dans la province depuis une date antérieure au 1er janvier 1979. Cette exigence ne figure pas dans la Loi sur les élections municipales. Un électeur peut donc être inscrit sur une liste et non sur l'autre, en raison de cette exigence de citoyenneté. » « Tout comme les qualités d'électeur, l'éligibilité des candidats varie entre les lois provinciales et municipales. La Loi sur les élections municipales ne contient aucune disposition précisant que le maire ou le conseiller doit être citoyen canadien. »

### Ontario
L'Equality Rights Statute Law Amendment Act de 1985 a mis fin au droit de vote des ressortissants britanniques aux élections municipales et scolaires en Ontario avec pour date butoir pour l'extinction des droits, pour les électeurs en disposant déjà, au 1er juillet 1988, ce délai de trois ans étant celui nécessaire pour introduire une demande de naturalisation.